# Чупаховка
Чупаховка (укр. Чупахівка) — посёлок в Чупаховском поселковом совете Ахтырского района Сумской области, Украина.
Является административным центром Чупаховского поселкового совета, в который, кроме того, входят сёла Коновалик, Оленинское и Софиевка.

## Географическое положение
Посёлок городского типа Чупаховка находится на берегу реки Ташань, выше по течению примыкает село Должик, ниже по течению на расстоянии в 1,5 км расположено село Оленинское.
На реке большая запруда. Около села большие отстойники.

## Происхождение названия
- Чупаховка — в переводе с тюркского «гнилое болото».

## История
Село основано в конце 1630-х — начале 1640-х годов переселенцами из Правобережной Украины. С 50-х годов XVII века, когда были сформированы казацкие слободские полки, Чупаховка входила в Ахтырский полк.
Согласно русско-польскому договору 1647 года о разграничении земель, село отошло к Русскому царству, в 1780 году вошло в состав Лебединского уезда Харьковского наместничества.
В дальнейшем стало центром Чупаховской волости Лебединского уезда Харьковской губернии.
В 1923—1932 гг. село являлось центром Чупаховского района, затем вошло в состав Ахтырского района.
В 1931 году здесь была создана МТС, в 1934 году открыта средняя школа.
В ходе Великой Отечественной войны с начала октября 1941 до 23 февраля 1943 года селение было оккупировано немецкими войсками.
В 1956 году село получило статус посёлок городского типа, крупнейшим предприятием был сахарный комбинат.
В январе 1989 года численность населения составляла 3 215 человек.
В июле 1995 года Кабинет министров Украины утвердил решение о приватизации находившихся здесь сахарного завода и свеклосовхоза.
На 1 января 2013 года численность населения составляла 2461 человек.

## Объекты социальной сферы
- Детский сад.
- Школа.
- Фельдшерско-акушерский пункт.
- Больница.
- Клуб.
- Дом культуры.

## Транспорт
Находится в 29 км от ближайшей ж.д. станции Ахтырка Южной железной дороги.
Через село проходит автомобильная дорога Т-1918.
Рядом с заводом до 2003 года проходила узкоколейная железнодорожная ветка. В 2003 году рельсы были демонтированы и от неё осталась лишь насыпь.